# Кёрнерпарк
Кёрнерпарк (парк Кёрнера, нем. Körnerpark) — небольшой парк в Берлине. Парк находится рядом с улицей Карл Маркс-штрассе (нем. Karl-Marks-Straße) в округе Нойкёльн и в одноимённом районе.
Был основан в 1912 году промышленником Францем Кёрнером.

## История
В начале своей истории парк был лишь карьером для добычи глины. В 1912—1916 началось строительство парка, жители района Нойкёльна были благодарны этому поступку, благодаря чему парк был назван в честь своего создателя.
В 1916 году Кёрнерпарк открылся для посещения.
В 30-х годах XX века парк был под угрозой сноса, так как проводилось строительство аэропорта Темпельхоф.

## Устройство парка

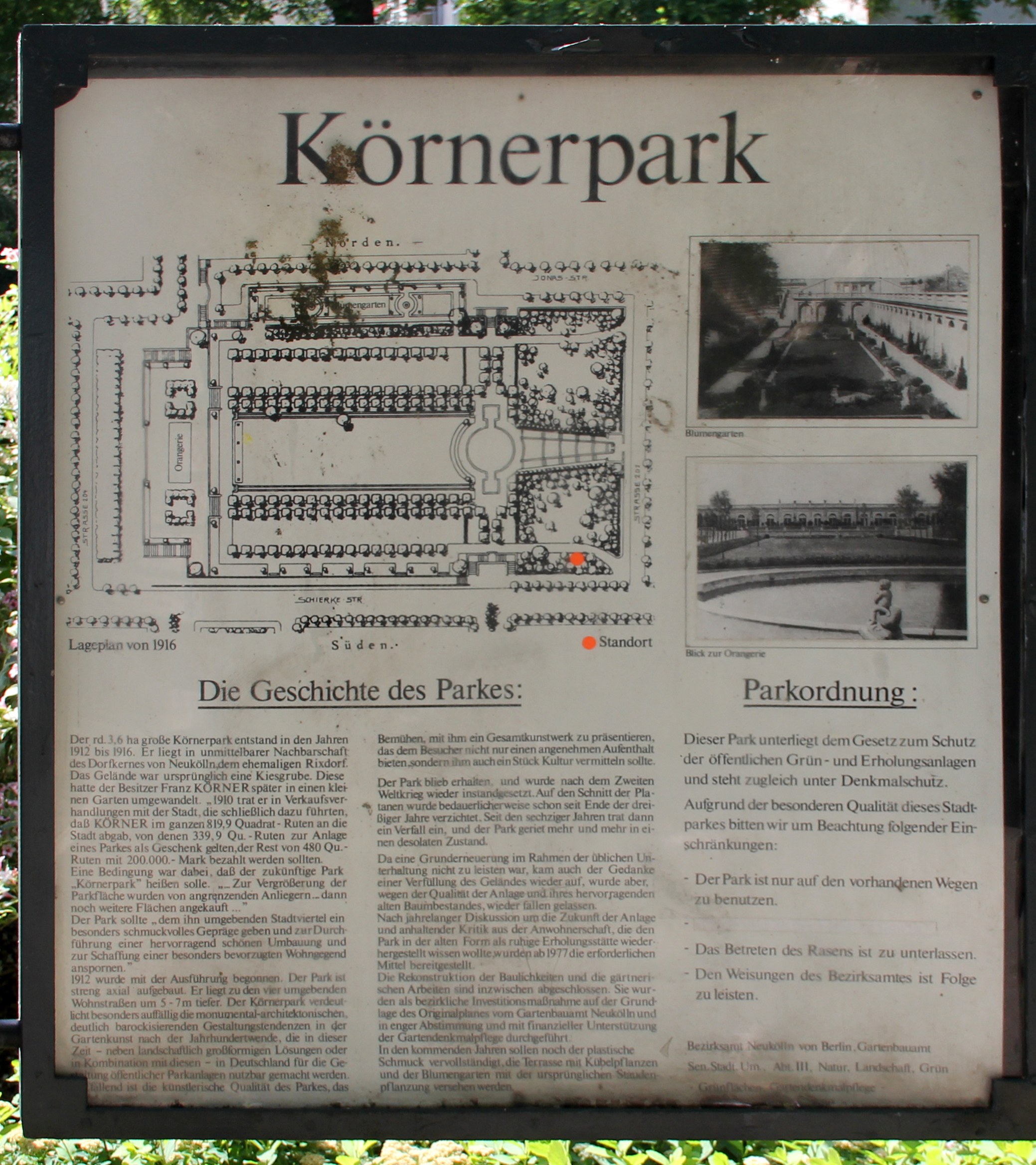
Схема парка

Кёрнерпарк разбит в бывшем карьере открытой добычи гравия, примерно на 6 метров ниже улиц, из-за этого парк обнесён защитной стеной.
В парке есть аллея, фонтан и газон. Также есть кафе, в котором иногда проводятся концерты, а иногда даже культурные мероприятия городского значения.